# Plancha (film)
Pour les articles homonymes, voir Plancha.
Série
Barbecue
(2014)
Pour plus de détails, voir Fiche technique et Distribution.
Plancha est une comédie française réalisée par Éric Lavaine et sortie en 2022. Il fait suite à Barbecue, du même réalisateur, sorti en 2014.

## Synopsis
Huit ans après leur précédente aventure, la bande d'amis se retrouve pour fêter les 50 ans d'Yves. Tous se retrouvent à l'aéroport, masquant les yeux d'Yves pour lui faire la surprise, avant de décoller pour la Grèce ; deux semaines de bonheur, de soleil et de fêtes. Malheureusement pour eux, le voyage est annulé au dernier moment.
Qu'à cela ne tienne, Yves invite la petite bande dans son ancestral manoir de la côte bretonne à Kerzellec. Alors que plein d'activités sont prévues, la météo pluvieuse vient contrarier ces vacances. Enfermés dans les belles pierres granitiques du domaine, les nerfs sont vite à vif, laissant émerger secrets et révélations tempétueuses.

## Fiche technique
Sauf indication contraire, les informations mentionnées dans cette section peuvent être confirmées par les bases de données cinématographiques IMDb et Allociné,  présentes dans la section « Liens externes ».
- Titre original : Plancha
- Réalisation : Éric Lavaine
- Scénario : Éric Lavaine et Héctor Cabello Reyes
- Musique : Lucas Lavaine et Gregory Louis
- Décors : Mélissa Ponturo
- Costumes : Pauline Berland
- Photographie : Antoine Roch
- Son : François De Morant
- Montage : Vincent Zuffranieri
- Production : Vincent Roget
  - Coproduction : Gala Vara Eiriz
- Sociétés de production : Groupe TF1, Studiocanal et Same Player
- Société de distribution : Studiocanal| Médias externes |                                                               |
| Images          |                                                               |
|                 | Affiche du film sur le site Allociné                          |
| Vidéos          |                                                               |
|                 | Bande-annonce officielle sur le compte YouTube de Studiocanal |
- Budget : 9 700 000 €[1]
- Pays de production :  France
- Langue originale : français
- Format : couleur — 2,35:1
- Genre : comédie
- Durée : 100 minutes
- Dates de sortie :
  - France : 26 octobre 2022

## Distribution
Sauf indication contraire, les informations mentionnées dans cette section peuvent être confirmées par la base de données cinématographiques Allociné,  présente dans la section « Liens externes ».
- Lambert Wilson : Antoine Chevalier
- Franck Dubosc : Baptiste
- Guillaume de Tonquédec : Yves Le Goff
- Jérôme Commandeur : Jean-Mich
- Caroline Anglade : Ana
- Lionel Abelanski : Laurent
- Lysiane Meis : Laure
- Sophie Duez : Véronique Chevalier
- Valérie Crouzet : Nathalie
- Alice Llenas : Valentina

## Production
Initialement, Éric Lavaine voulait faire un film intitulé 100 % Bretagne sur une bande d’amis en vacances et victimes d'une météo capricieuse. Avec son coscénariste Héctor Cabello Reyes, le cinéaste a finalement préféré en faire une suite de son film Barbecue (2014) : « Outre le plaisir de retrouver cette bande « d'amis de cinéma », cela nous permettait de rentrer tout de suite dans leur problématique sans avoir besoin de les caractériser longuement. Ce sont les mêmes, sept ans plus tard, sauf que cette fois-ci ils ne sont pas dans les Cévennes mais en Bretagne. Deux régions qui me tiennent à cœur ».
Le titre Plancha avait été suggéré humoristiquement par Guillaume de Tonquédec lors de la tournée promotionnelle du premier film.

### Tournage
Le tournage a lieu de juin à août 2021. Il aura duré 39 jours (4 à Paris et le reste en Bretagne) ; notamment dans le Finistère à Névez (manoir du Poulguin, Port-Manech), Riec-sur-Bélon, Pont-Aven, Quimper, Bannalec et Lannédern. Les scènes de la gare de Redon et de son parvis avec Lambert Wilson ont été tournées à Quimperlé, ainsi que rue de la Forêt à Croaz-Chuz et vers la route des plages du côté de Clohars-Carnoët,.

## Accueil

### Accueil critique
En France, le site Allociné donne une note de 2,1⁄5, après avoir recensé 9 titres de presse.
Au moment de sa sortie, la presse n'a pas été très prompte à se rendre en salle pour voir le nouveau chapitre des aventures de la bande de Barbecue. Globalement, la presse est plutôt négative, bien que certains plébiscitent  le film. Ainsi, CNews parle d'un cinéaste qui « signe un film de potes rafraîchissant où il est facile de s’identifier à l’un des personnages, et rend hommage à la Bretagne avec son ciré jaune, sa météo capricieuse, son Kir royal, et son fameux «J'entends le loup, le renard et la belette» repris au biniou ».
Pour Le Parisien, le scénario est trop similaire à celui du précédent volet : « cette Plancha se grignote, mais les chips ne sont pas pimentées et la suite ressemble un peu trop à des restes. À peine réchauffés. ». Pour La Voix du Nord, « La suite de Barbecue reprend les mêmes (à l’exception de Florence Foresti) mais manque singulièrement de piment. ».
Le site Écran Large se montre particulièrement incisif à l'égard de cette nouvelle comédie. Pour le site, le film est « perfectionniste dans la ringardise » et « né de la flemme ». La critique pointe du doigt « la méchanceté [qui] est élevée au rang de moteur naturel et nécessaire dans les relations humaines » mais également la place des femmes dans le film comparée à « des ficus apaisants qui réparent les jouets cassés par leurs bébés de maris ». Enfin, la critique se conclut ainsi : « On ne sait pas quelle sera la prochaine grillade ni la prochaine destination, mais puisque tout le monde se plaint de la pluie dans Plancha, on a une proposition : aller se faire cuire les gonades à la pierrade directement à la surface du Soleil. Tout le monde sera content. ».

### Box-office
Pour son premier jour d'exploitation, Plancha a réalisé 43 824 entrées (dont 12 779 en avant-première), pour 573 copies. La suite de Barbecue se classe ainsi première du box-office des nouveautés, devant La Proie du diable (27 373). Au bout d'une première semaine d'exploitation, le film totalise 271 193 entrées pour une quatrième place au box-office devant Samouraï Académy (267 922) et derrière Simone, Le voyage du siècle (324 696).
En seconde semaine, Plancha réalise 145 563 entrées chutant à la huitième place du box-office français, derrière Belle et Sébastien : Nouvelle Génération (159 113) et devant la nouveauté Amsterdam (119 520). Pour sa troisième semaine d'exploitation, le film engrange 74 289 entrées supplémentaires pour la dernière place du top 10 du box-office, derrière La Conspiration du Caire (84 553).
| Pays ou région | Box-office      | Date d'arrêt du box-office | Nombre de semaines |
| -------------- | --------------- | -------------------------- | ------------------ |
| France         | 544 396 entrées | 20 décembre 2022           | 8                  |
| Total mondial  | - $             | -                          | -                  |